# B1A4
B1A4（韓語：비원에이포）韓國五人男子團體，由振永、CNU、燦多、Baro和孔燦五名成員組成，所屬公司為WM Entertainment。2011年4月23日正式出道，於MBC Music Core音樂中心表演出道舞台，並演唱出道歌曲《OK》。B1A4很特別的地方是他們利用漫畫的形式將成員介紹給大家。團名來源為五位成員的血型，即B型1名，A型4名，同時具有「Be the One, All for One」的涵義。官方歌迷名稱為「BANA」（바나），BA取自團名B1A4，NA則是意指歌迷。另外也是韓文「반하다」（BANADA）的縮稱，「반하다」有迷戀和相互傾心之意。應援色為萌芽綠色。
2018年6月30日，隊長振永及成員Baro不續約而離開WM Entertainment，但組合不解散。11月16日，官方声明称B1A4将以三人体制活动，但不排除将来五人合体的可能性。

## 發展歷程

### 2011年：出道、迷你一輯《Let's Fly》、迷你二輯《it B1A4》
2011年4月8日，WM娛樂公開網路漫畫形式的出道預告。4月11日至15日，B1A4的5名成員振永、Baro、孔燦、燦多和CNU依次通過照片公開。
2011年4月21日，B1A4發行首張迷你專輯《Let's Fly》並公開主打歌《O.K》MV。4月23日，在MBC音樂節目《Show! 音樂中心》表演出道舞台，正式出道。6月18日以收錄曲《只學會不好的事》作為後續曲進行活動。6月22日，Block B和B1A4共同出演MTV《Match Up》的綜藝節目中公開後續曲《只學會不好的事》MV。7月31日，在出道100天時，振永在官咖宣布B1A4的官方Fanclub名稱為「BANA(바나)」。
9月16日，發行第二張迷你專輯《it B1A4》並公開主打歌《Beautiful Target》MV，B1A4也憑藉該專輯入圍了Mnet亞洲音樂大獎最佳男子新人、最佳年度歌手兩個獎項。12月9日，舉辦出道以來的首場日本Showcase。12月28日，獲得日本Tower Records年度最佳新人獎。

### 2012年：正規一輯《THE B1A4 I [IGNITION]》、迷你三輯《IN THE WIND》、日本出道、首場單獨演唱會
2012年1月，獲得第26屆韓國金唱片大賞最佳新人賞、第21屆首爾歌謠大賞新人賞兩個新人獎項。 3月14日，發行首張正規專輯《THE B1A4 I [IGNITION] 》，該專輯共收錄了包括主打歌《Baby I'm sorry》在內的10首歌曲。6月27日，發行首張日文單曲《Beautiful Target》，在日本正式出道，該單曲一經發售即獲得日本公信榜單曲銷量榜第四名的成績。 7月25日，擔任KBS育兒節目《hello baby》第六季的固定家長。 10月24日，發行首張正規日文專輯《1》，該專輯獲得日本公信榜第二名的成績，B1A4還憑藉該專輯獲得第27屆日本金唱片亞洲區年度最佳新人獎、三大新人獎兩個獎項。 11月12日，發行第三張迷你專輯《IN THE WIND》，該專輯共收錄了可以展現出B1A4成熟的七首歌曲。 12月8日、9日，在首爾舉辦首場單獨演唱會“BABA B1A4”。

### 2013年：迷你四輯《這是怎麼回事》
2013年5月6日，發行第四張迷你專輯《這是怎麼回事》，B1A4憑該專輯同名主打曲在MBC音樂節目《音樂中心》獲得出道以來的首個一位還獲得了第28屆韓國金唱片大賞唱片本賞、 第23屆首爾歌謠大賞本賞、人氣賞三個獎項。 6月28日，發行首張DVD《1st Baba B1A4 Concert IN SEOUL》。8月，9月，在日韓多地舉辦《B1A4 LIMITED SHOWAMAZING STORE》巡迴演唱會。11月8日，為電視劇《請回答1994》演唱OST《與你一起》，該曲改編自The Blue組合1994年發行的同名歌曲，由B1A4成員重新製作。

### 2014年：正規二輯《WHO AM I》、迷你五輯《SOLO DAY》、首次世界巡迴演唱會
2014年1月13日，發行第二張正規專輯《WHO AM I》，該專輯收錄了包括主打曲《lonely》在內的12首歌曲，由五位成員親自參與創作， ]B1A4憑藉該專輯同名主打曲獲得了SBS《人氣歌謠》等4個韓國音樂節目的8個一位，還憑藉該專輯獲得第29屆韓國金唱片大賞唱片本賞、第24屆首爾歌謠大賞本賞兩個獎項。 3月19日，發行第二張正規日文專輯《2》。7月14日，發行第五張迷你專輯《SOLO DAY》，該專輯收錄了包括同名主打曲《SOLO DAY》在內的6首歌曲， 同月，憑藉《SOLO DAY》獲得Ment《M! Countdown》等3個音樂節目的一位。 8月23日，在台灣舉辦演唱會，拉開了首次世界巡迴演唱會《2014 B1A4 Road Trip – READY？ 》的序幕。

### 2015年：迷你六輯《Sweet Girl》
2015年8月10日，發行第六張迷你專輯《Sweet Girl》，該專輯收錄了包括同名主打歌《Sweet Girl》在內的5首歌曲， 同月，憑藉《Sweet Girl》獲得MBC音樂節目《Show Champion》的一位。 9月12日，在首爾舉行演唱會，並拉開了第二次世界巡迴演唱會《B1A4 ADVENTURE 2015》的序幕。 12月10日，發行首張聖誕單曲《是聖誕節》，該歌曲由鄭振永、車善玗親自參與製作。

### 2016年：正規三輯《Good Timing》
2016年3月16日，發行第三張正規日文專輯《3》，並獲得日本公信榜第四名的成績。 11月28日，發行第三張正規專輯《Good Timing》，該專輯收錄了包括主打歌《是謊言啊》在內的13首歌曲， B1A4憑藉該專輯獲得《THE SHOW》等三個音樂節目的一位，併入圍了第31屆韓國金唱片大賞唱片本賞。

### 2017年：迷你七輯《Rollin'》
2017年3月8日，發行第七張日文單曲《You and I》。5月24日，發行第八張日文單曲專輯《Follow me》。9月25日，發行第七張迷你專輯《 Rollin'》，該專輯共收錄了包括同名主打曲在內的6首歌曲。

### 2018年
2018年6月27日，發行第五張日文正規專輯《5》。6月30日，成員鄭振永、車善玗在與WM Entertainment合約到期後選擇不續約，B1A4不解散重整 。

### 2019年：CNU、Baro、振永相繼入伍
2019年1月22 日，CNU以現役身份入伍。1月26日，發表數位單曲《반하는 날(A Day of Love)》的音源。
6月20日，振永以社會服務要員身分入伍，因過去右側肌腱撕裂，因此被判定為四級兵。
7月30日，車善玗於第7師團新兵教育隊訓練所入伍，5週的基礎軍事訓練活動後，將以現役身分於陸軍服役。

### 2020年：CNU退伍、正規四輯《Origine》
2020年7月28日，WM娛樂宣布為避免新冠肺炎擴散，申東佑在休假後不返回部隊於8月28日直接退役，是B1A4中首位軍畢的成員。
10月19日，發行第四張正規專輯《Origine》並公開主打歌《像電影般(Like a Movie)》MV。12月5日舉行線上演唱會《Documentary Live – directed by B1A4》。

### 2021：振永、Baro退伍
2021年1月27日，Hodoo娛樂宣布為避免新冠肺炎擴散，車善玗在休假後不返回部隊於同月20日直接退役，正式結束為期18個月的兵役。
1月31日，燦多以《藉著醉意 (取向狙擊的她 X 燦多)》獲得2020年High1首爾歌謠大賞的《Ballad賞》。
2月5日，振永在以社會服務要員服役期間，結束了與Link8 Ent.的合約並決定去往BB娛樂。

### 2021： 燦多入伍
10月12日，WM娛樂宣布燦多將於11月11日進入訓練所接受基礎軍事訓練，隨後以社會服務要員的身份服役。11月10日，發表數位單曲《거대한 말（Adore you）》的音源，並在同日舉行線上粉絲見面會。
11月11日，燦多正式入伍，預計於2023年8月10日退伍。

## 成員資料
| 成員列表              | 成員列表                        | 成員列表                             | 成員列表         |
| 藝名                  | 本名                            | 出生日期/地點                        | 隊內職務         |
| --------------------- | ------------------------------- | ------------------------------------ | ---------------- |
| 振永（진영） JinYoung | 鄭振永（정진영） Jung Jin Young | 1991年11月18日 · 忠清北道忠州市      | 隊長、歌唱       |
| CNU（신우） Sin-woo   | 申東佑（신동우） Shin Dong Woo  | 1991年6月16日 · 忠清北道清州市興德區 | 歌唱、饒舌       |
| 燦多（산들） SanDeul  | 李征桓（이정환） Lee Jung Hwan  | 1992年3月20日 · 釜山廣域市沙上區     | 主唱             |
| Baro（바로）          | 車善玗（차선우） Cha Sun Woo    | 1992年9月5日 · 光州廣域市            | 饒舌             |
| 孔燦（공찬） GongChan | 孔燦植（공찬식） Gong Chan Sik  | 1993年8月14日 · 全羅南道順天市       | 歌唱、門面、忙內 |

### 成員變遷表
- ：團體專輯發行。
- ：因兵役而暫停演藝事業。
- ：未與WM娛樂續約，簽約新公司進行活動。

## 音樂作品
| 韓語作品 正規專輯 《 THE B1A4 I [IGNITION] 》（2012年3月19日） 《 THE B1A4 I [IGNITION] SPECIAL EDITION 》 （2012年5月29日） 《 WHO AM I 》（2014年1月13日） 《 Good Timing 》（2016年11月30日） 《 Origine 》（2020年10月19日） 迷你專輯 《 Let's Fly 》（2011年4月21日） 《 it B1A4 》（2011年9月16日） 《 IN THE WIND 》（2012年11月13日） 《 這是怎麼回事 》（2013年5月7日） 《 SOLO DAY 》（2014年7月14日） 《 Sweet Girl 》（2015年8月10日） 《 Rollin' 》（2017年9月25日） 《CONNECT》（2024年1月8日） 數位單曲 《This Time Is Over》（2012年3月5日） 《It is Christmas Time》（2015年12月10日） 《반하는 날（A Day of Love）》（2019年1月26日） 《좋아해（10 Times）》（2021年4月23日） 《거대한 말（Adore you）》（2021年11月10日） | 日語作品 正規專輯 首張日本版專輯《 LET'S FLY / it B1A4 》（2012年1月25日） 《 1 》（2012年10月24日） 《 2 》（2014年3月19日） 《 3 》（2016年3月16日） 日本韓語精選輯《 B1A4 Fan Hits Korea 》（2017年3月8日） 《 4 》（2017年6月14日） 日語精選輯《 B1A4 station 》（2018年2月21日） 《 5 》（2018年6月27日） 迷你專輯 《 Miracle Radio-2.5kHz 》（2015年3月11日） 單曲 《Beautiful Target》（2012年6月27日） 《晚安 good night》（2012年8月29日） 《 イゲ ムスン イリヤ ～なんで？どうして？ 》 （2013年8月28日） 《 SOLO DAY -Japanese Ver.- （2014年9月10日） 《 白いキセキ 》（2015年1月21日） 《 Happy Days 》（2015年11月18日） 《 You and I 》（2017年3月8日） 《 Follow me 》（2017年5月24日） 《 Do You Remember 》（2018年2月4日） 《会えるまで》（2018年4月10日） |

## 演唱會

### 官方粉絲見面會
| 日期             | 活動名稱                                       | 舉行地點                 |
| 2013年2月16日    | B1A4 BANA 1st fanclub party                    | 高麗大學化汀體育館       |
| 2015年3月14日    | B1A4 ♥ BANA 2期見面會                          | 慶熙大學和平殿堂         |
| 2016年5月29日    | B1A4 ♥ BANA 3期見面會‘May-King’                | 奧林匹克公園奧林匹克廳   |
| 2017年4月23日    | B1A4 ♥ BANA 4期見面會 [ch.B1A4]                | 高麗大學化汀體育館       |
| 2019年1月5日     | B1A4 ♥ BANA 5期見面會 [Be the one All for one] | 奧林匹克公園             |
| 2024年4月20-21日 | B1A4 ♥ BANA 7期見面會 [13ANA=DAY]              | 延世大學百年紀念館音樂廳 |

### 見面會
| 日期                 | 活動名稱                                               | 舉行地點                                      |
| 2011年8月8日         | B1A4 Singapore Meet & Greet                            | 新達城Rock Auditorium                         |
| 2011年12月19日       | B1A4 Japan Showcase live 2011                          | 東京Stellar Ball                              |
| 2012年9月6日、7日    | B1A4 Boys To Men Showcase in Japan                     | Zepp Diver City、Zepp Namba                   |
| 2012年9月30日        | B1A4 High 5 Fans Meeting                               | 馬來西亞The Butter Factory KL                 |
| 2013年3月9日         | B1A4 1st BABA B1A4 Showcase in Taipei                  | 台北國際會議中心                              |
| 2013年3月12日        | B1A4 1st BABA B1A4 Showcase in Jakarta                 | SKENOO EXHIBITION HALL                        |
| 2015年1月10日        | Let's Fly! with B1A4 & Acer                            | Kuala Lumpur                                  |
| 2015年7月4日         | B1A4 LOTTE Fanmeeting                                  | 樂天飯店                                      |
| 2015年12月23日、25日 | B1A4 Xmas Live 2015                                    | Grand Cube Osaka、Tokyo Nakano Sun Plaza Hall |
| 2019年2月2日、3日    | 2019 B1A4 Fanmeeting ～HAPPY BANA WEEKEND～            | TFTホール1000、松下IMPホール                  |
| 2019年3月9日         | 2019 B1A4 Fanmeeting ＜HAPPY BANA WEEKEND Again＞      | 東京メルパルクホール                          |
| 2020年4月23日        | B1A4 ♥ BANA [Happy 9th Anniversary] Online Fanmeeting  | 不適用                                        |
| 2021年4月23日        | B1A4 ♥ BANA [Happy 10th Anniversary] Online Fanmeeting | 不適用                                        |

### 演唱會
- B1A4 1st BABA B1A4 Concert

| 日期             | 站次   | 舉行地點               |
| 2012年12月8-9日  | 首爾站 | 奧林匹克公園手球運動館 |
| 2013年1月26-27日 | 神戶站 | World Memorial Hall    |
| 2013年1月29-30日 | 橫濱站 | Yokohama Arena         |

- 2013 B1A4 2nd LIMITED SHOW "AMAZING STORE" Concert

| 日期             | 演唱會站次 | 舉行地點        |
| 2013年8月7-11日  | 首爾站     | 首爾UNIQLO-AX   |
| 2013年8月27-28日 | 東京站     | Zepp Diver City |
| 2013年9月17日    | 福岡站     | Zepp Fukuoka    |
| 2013年9月19-20日 | 大阪站     | Zepp Namba      |

- 2014 B1A4 3rd Concert "THE CLASS"

| 日期             | 演唱會站次 | 舉行地點              |
| 2014年2月15-16日 | 首爾站     | SK 奧林匹克手球競技場 |
| 2014年3月1日     | 釜山站     | 釜山 KBS Hall         |

- B1A4 Japan Arena Tour 2014 [Listen to the B1A4]

| 日期          | 演唱會站次 | 舉行地點       |
| 2014年4月5日  | 橫濱站     | Yokohama Arena |
| 2014年4月10日 | 大阪站     | 大阪城大廳     |

- 2014 B1A4 Road Trip – READY?

| 日期              | 演唱會站次 | 舉行地點               |
| 2014年8月23日     | 台北站     | 南港101                |
| 2014年8月30日     | 上海站     | 上海國際體育館         |
| 2014年9月6日      | 馬尼拉站   | SMART Araneta Coliseum |
| 2014年9月18日     | 墨爾本站   | Regent Theatre         |
| 2014年9月20日     | 雪梨站     | Big Top                |
| 2014年9月26日     | 福岡站     | 福岡太陽宮             |
| 2014年9月29-30日  | 大阪站     | 大阪國際會議場         |
| 2014年10月3日     | 紐約站     | Best Buy Theater       |
| 2014年10月5日     | 芝加哥站   | Rosemont Theater       |
| 2014年10月8日     | 達拉斯站   | Verizon Theater        |
| 2014年10月11日    | 三藩市站   | Wafield Theater        |
| 2014年10月16-17日 | 東京站     | 東京國際論壇           |
| 2014年10月20日    | 名古屋站   | 名古屋國際會議場       |
| 2014年11月15-16日 | 首爾站     | 首爾蠶室綜合運動場     |

- B1A4 ADVENTURE 2015

| 日期             | 演唱會站次 | 舉行地點                                    |
| 2015年9月12-13日 | 首爾站     | 延世大學                                    |
| 2015年11月8日    | 達拉斯站   | Verizon theater of grand prairie            |
| 2015年11月11日   | 墨西哥站   | 360e Venue, Naucalpan                       |
| 2015年11月13日   | 波多黎各站 | Puerto Rico Convention Center               |
| 2015年11月29日   | 香港站     | 亞洲國際博覽館HALL10                        |
| 2015年12月9日    | 芬蘭站     | 赫爾辛基 The Circus                         |
| 2015年12月11日   | 德國站     | 柏林 Huxleys Neue Welt                      |
| 2015年12月13日   | 西班牙站   | 馬德里 Palasio Vistalegre (Sala San Miguel) |
| 2016年2月14日    | 智利站     | 聖地牙哥 Teatro Caupolicán                  |
| 2016年2月17日    | 秘魯站     | 利馬 Anfiteatro del parque de la Exposición |

- B1A4 JAPAN TOUR 2016「The Great World of B1A4」

| 日期             | 演唱會站次 | 舉行地點                              |
| 2016年1月11日    | 埼玉站     | Omiya Sonic City                      |
| 2016年1月13-14日 | 東京站     | NHK Hall                              |
| 2016年1月18日    | 福岡站     | Fukuoka Sun Palace Hotel & Hall       |
| 2016年1月24日    | 神戶站     | Kobe International House Kokusai Hall |
| 2016年1月25-26日 | 名古屋站   | Nagoya Congress Center Century Hall   |
| 2016年1月30-31日 | 大阪站     | Grand Cube Osaka                      |

- B1A4 JAPAN Nico Nico 『和B1A4一起』

| 日期          | 演唱會站次 | 舉行地點           |
| 2016年3月21日 | 仙台站     | Rensa              |
| 2016年3月23日 | 札幌站     | ベニーレーン24     |
| 2016年4月27日 | 福岡站     | Drum Logos         |
| 2016年4月28日 | 廣島站     | Club Quattro       |
| 2016年4月30日 | 東京站     | 品川インターシティ |
| 2016年4月30日 | 東京二站   | 品川インターシティ |
| 2016年5月1日  | 東京三站   | 品川インターシティ |
| 2016年5月1日  | 東京四站   | 品川インターシティ |
| 2016年5月3日  | 名古屋站   | Club Quattro       |
| 2016年5月4日  | 大阪站     | 松下IMPホール      |
| 2016年5月4日  | 大阪二站   | 松下IMPホール      |

- B1A4 FOUR NIGHTS IN THE U.S. 2017

| 日期          | 演唱會站次 | 舉行地點          |
| 2017年2月15日 | 紐約站     | STAGE 48          |
| 2017年2月17日 | 芝加哥站   | COPERNICUS CENTER |
| 2017年2月19日 | 舊金山站   | WARFIELD THEATER  |
| 2017年2月20日 | 洛杉磯站   | THE NOVO LA LIVE  |

- B1A4 LIVE SPACE 2017

| 日期                    | 演唱會站次 | 舉行地點                      |
| 2017年2月4~5日、11~12日 | 首爾站     | BLUE SQUARE Samsung Card Hall |
| 2017年3月25日           | 台北站     | 臺北國際會議中心 (TICC)       |
| 2017年5月21日           | 香港站     | 九龍灣國際展貿中心 STAR HALL  |

- B1A4 JAPAN TOUR 2017「Be the one」

| 日期           | 演唱會站次 | 舉行地點                   |
| 2017年6月3-4日 | 大阪站     | 大阪府立國際會議場         |
| 2017年6月8日   | 名古屋站   | 名古屋日本特殊陶業市民会館 |
| 2017年6月9日   | 福岡站     | 福岡市民会館               |
| 2017年6月16日  | 東京站     | 東京國際論壇HALL A         |

- B1A4 JAPAN TOUR 2018「Paradise」

| 日期             | 演唱會站次 | 舉行地點                       |
| 2018年4月7日     | 埼玉站     | 戸田市文化会館                 |
| 2018年4月11-12日 | 東京站     | 中野サンプラザ                 |
| 2018年4月14日    | 千葉站     | 市川市文化会館                 |
| 2018年4月27日    | 愛知站     | 刈谷市総合文化センター大ホール |
| 2018年5月1日     | 福岡站     | 福岡市民会館                   |
| 2018年5月4-6日   | 大阪站     | オリックス劇場                 |

- 其他大型演唱會

| 日期             | 演唱會名稱                                   | 舉行地點                              |
| 2011年12月3日    | Most Amazing 2011                            | 吉隆坡MBPJ體育馆                      |
| 2012年1月28日    | K-Music 2012熱爆韓流音樂會                   | 澳門威尼斯人金光綜藝舘                |
| 2012年4月24日    | 2012希望TV SBS-分享演唱會                    | 首爾江南大路M-Stage                   |
| 2012年5月12日    | 2012夢想演唱會                               | 首爾世界盃競技場                      |
| 2012年6月15日    | Boyz Nite Out K-POP Festival in Singapore    | 新加坡室内體育館                      |
| 2012年8月25日    | 第14屆中韓歌會                               | 麗水世博會 Expo Digital Gallery       |
| 2012年8月26日    | Most Amazing 2012                            | 廣州室内體育館                        |
| 2012年9月23日    | 2012 Dream Concert                           | 慶州市民廣場                          |
| 2012年9月29日    | 《The One》演唱會                            | Boulevard Strip, Plaza Low Yat 吉隆坡 |
| 2012年10月4日    | Hallyu Dream Concert 大型演唱會              | 慶州市民運動場                        |
| 2013年1月19日    | Mall Of Asia ArenaK-POP Fantasy Concert      | 馬尼拉Mall of Asia                    |
| 2013年3月16日    | 《Korean Music Wave》演唱會                  | 曼谷國立競技場                        |
| 2013年5月11日    | 2013夢想演唱會                               | 首爾世界盃競技場                      |
| 2014年5月3日     | The 12th Korea Times Music Festival          | LA Hollywood Bowl                     |
| 2014年6月7日     | 2014夢想演唱會                               | 首爾世界盃競技場                      |
| 2014年9月13日    | 《酷時代》演唱會                             | 澳門金光綜藝館                        |
| 2014年10月25日   | 《Korean Music Wave》演唱會                  | 中國國家體育場                        |
| 2014年11月22日   | 《Korea Festival 2014》演唱會                | 新加坡濱海灣金沙會議廳                |
| 2014年12月24日   | 《Big Star Concert》演唱會                   | 釜山Lotte Mall                        |
| 2015年1月31日    | New Icon Pop演唱會                           | 首爾AxHall                            |
| 2015年4月14日    | 群眾募資慈善演唱會                           | 濟州韓羅體育館                        |
| 2015年5月23日    | 2015夢想演唱會                               | 首爾世界盃競技場                      |
| 2015年8月14日    | DMZ和平演唱會                                | 臨津閣平和ヌリ公園                    |
| 2015年8月15日    | 全亞音樂榜頒獎盛典                           | 中國廣州國際體育演藝中心              |
| 2015年8月24-25日 | 韓Fun LIVE 2015                              | 千葉・ポートアリーナ                  |
| 2015年9月20日    | 2015慶州韓流夢想慶典                         | 慶州市民運動場                        |
| 2015年10月10日   | YY玩唱會-i Fun Music                         | 上海加空間                            |
| 2015年10月17日   | 仁川K-pop韓流觀光演唱會                      | 仁川廣域市南區文鶴競技場              |
| 2015年10月17日   | 樂天世界購物中心開業一周年纪念kpop演唱會     | 首爾樂天世界購物中心                  |
| 2015年10月24日   | ACC天團巡演                                  | 上海虹口足球場                        |
| 2015年12月19日   | SGC Super Live in Singapore                  | 新加坡博覽中心                        |
| 2016年6月4日     | 2016夢想演唱會                               | 首爾世界盃競技場                      |
| 2017年3月17日    | 第7屆香港亞洲流行音樂節                      | 香港會議展覽中心 Hall 5B-C            |
| 2017年5月26日    | 2017 idolCON                                 | 首爾COEX                              |
| 2018年2月21日    | Stargram 2018 Launch K-POP Show in Singapore | 新加坡室內體育館                      |
| 2025年5月9-11日  | 2025 B1A4 CONCERT [Singularity]              | YES24 LIVE HALL                       |

## 獎項

### 大型頒獎禮獎項
| 年份 | 獎項 |
| 2011 | - SBS MTV Best Of The Best Awards - 最夯新星獎 - K-pop Lovers! Awards - 年度K-pop最佳新人獎 - Japan Tower Records - Rookie of the Year                                                       |
| 2012 | - 2011 So-Loved Awards - 最佳男子新人獎 - 第26屆韓國金唱片大賞 - 唱片部門新人獎 - 第21屆首爾歌謠大賞 - 新人獎 - 第1屆GAON Chart K-POP Awards - 男子團體新人獎 - 第9屆亞洲音樂節 - 亞洲新人獎 |
| 2013 | - 第27屆日本金唱片大賞 - 亞洲區年度最佳新人獎、亞洲區三大新人獎 - 第27屆韓國金唱片大賞 - 唱片本賞（IGNITION + IGNITION <Special Edition>）                                                   |
| 2014 | - 第28屆韓國金唱片大賞 - 唱片本賞（What's Happening?） - 第23屆首爾歌謠大賞 - 本賞、人氣賞                                                                                                   |
| 2015 | - 第29屆韓國金唱片大賞 - 唱片本賞（Lonely） - 第21屆大韓民國演藝藝術賞 - 網路人氣獎 - 第24屆首爾歌謠大賞 - 本賞                                                                              |
| 2016 | - 第31屆韓國最佳衣著服裝獎 Korea Best Dresser Swan Award - 男歌手組 - 2016 KBS 演技大賞 - 新人賞 (振永)                                                                                      |

### 音樂節目獎項
| 年份   | 日期     | 電視台    | 節目名稱       | 獲獎歌曲          | 排名                 |
| ------ | -------- | --------- | -------------- | ----------------- | -------------------- |
| 2013年 | 5月18日  | MBC       | Show! 音樂中心 | What's Happening? | 1位                  |
| 2013年 | 12月20日 | KBS       | Music Bank     | What's Happening? | 年度结算第46位       |
| 2014年 | 1月22日  | MBC Music | Show Champion  | Lonely            | 1位（Champion Song） |
| 2014年 | 1月24日  | KBS       | Music Bank     | Lonely            | 1位                  |
| 2014年 | 1月25日  | MBC       | Show! 音樂中心 | Lonely            | 1位                  |
| 2014年 | 1月26日  | SBS       | 人氣歌謠       | Lonely            | 1位                  |
| 2014年 | 1月29日  | MBC Music | Show Champion  | Lonely            | 1位（Champion Song） |
| 2014年 | 1月31日  | KBS       | Music Bank     | Lonely            | 1位                  |
| 2014年 | 2月5日   | MBC Music | Show Champion  | Lonely            | 1位（Champion Song） |
| 2014年 | 2月8日   | MBC       | Show! 音樂中心 | Lonely            | 1位                  |
| 2014年 | 7月23日  | MBC Music | Show Champion  | Solo day          | 1位（Champion Song） |
| 2014年 | 7月24日  | Mnet      | M! Countdown   | Solo day          | 1位                  |
| 2014年 | 7月25日  | KBS       | Music Bank     | Solo day          | 1位                  |
| 2015年 | 8月19日  | MBC Music | Show Champion  | Sweet Girl        | 1位（Champion Song） |
| 2016年 | 12月6日  | SBS MTV   | THE SHOW       | A Lie             | 1位                  |
| 2016年 | 12月9日  | KBS       | Music Bank     | A Lie             | 1位                  |
| 2016年 | 12月14日 | MBC Music | Show Champion  | A Lie             | 1位（Champion Song） |

#### 主要音樂節目榜單排名
| 主打歌曲排名成績 | 主打歌曲排名成績                                                  | 主打歌曲排名成績                                                                                    | 主打歌曲排名成績    | 主打歌曲排名成績       | 主打歌曲排名成績 | 主打歌曲排名成績            | 主打歌曲排名成績     | 主打歌曲排名成績 |
| 專輯 | 歌曲                                                              | Mnet 《M! Countdown》                                                                               | KBS2 《Music Bank》 | MBC 《Show! 音樂中心》 | SBS 《人氣歌謠》 | MBC MUSIC 《Show Champion》 | SBS MTV 《THE SHOW》 | 備註             |
| 2011年 | 2011年                                                            | 2011年                                                                                              | 2011年              | 2011年                 | 2011年           | 2011年                      | 2011年               | 2011年           |
| --- | ----------------------------------------------------------------- | --------------------------------------------------------------------------------------------------- | ------------------- | ---------------------- | ---------------- | --------------------------- | -------------------- | ---------------- |
| Let's Fly | O.K                                                               | /                                                                                                   | 25                  |                        | /                | /                           |                      | 出道             |
| Let's Fly | 只學會不好的事                                                    | 22                                                                                                  | /                   |                        | /                | /                           |                      |                  |
| it B1A4 | Beautiful Target                                                  | 14                                                                                                  | 15                  |                        | TAKE7            | /                           |                      |                  |
| it B1A4 | My Love                                                           | /                                                                                                   | /                   |                        | /                | /                           |                      |                  |
| 2012年 |                                                                   | |                     |                        |                  |                             |                      |                  |
| THE B1A4 Ⅰ［IGNITION］ | BABY I'M SORRY                                                    | 6                                                                                                   | 9                   |                        | TAKE7            | 6                           |                      |                  |
| THE B1A4 I [IGNITION] SPECIAL EDITION | BABY GOOD NIGHT                                                   | 7                                                                                                   | 7                   |                        | TAKE7            | 6                           |                      |                  |
| IN THE WIND | 寂寞漫步（Tried To Walk）                                         | 5                                                                                                   | 2                   |                        |                  | /                           |                      |                  |
| 2013年 |                                                                   | |                     |                        |                  |                             |                      |                  |
| 這是怎麼回事 | 這是怎麼回事（What's Happening?）                                 | 4                                                                                                   | 2                   | 1                      | 4                | 4                           |                      | 首個一位歌曲     |
| 2014年 |                                                                   | |                     |                        |                  |                             |                      |                  |
| WHO AM I | Lonely                                                            | 3                                                                                                   | (1)                 | (1)                    | 1                | [1]                         |                      |                  |
| SOLO DAY | SOLO DAY                                                          | 1                                                                                                   | 1                   | 2                      | 2                | 1                           |                      |                  |
| SOLO DAY | 那我算什麼                                                        | /                                                                                                   | /                   | /                      | 42               | /                           |                      |                  |
| 2015年 |                                                                   | |                     |                        |                  |                             |                      |                  |
| Sweet Girl | Sweet Girl                                                        | 3                                                                                                   | 2                   | 4                      | 6                | 1                           | /                    |                  |
| Sweet Girl | 10年後                                                            | /                                                                                                   | /                   | /                      | 43               | /                           | /                    |                  |
| 2016年 |                                                                   | |                     |                        |                  |                             |                      |                  |
| Good Timing | 是謊言啊                                                          | 4                                                                                                   | 1                   | [HOT3]                 | 6                | 1                           | 1                    |                  |
| 2017年 |                                                                   | |                     |                        |                  |                             |                      |                  |
| Rollin' | Rollin'                                                           | 4                                                                                                   | 9                   | [ 註 1 ]               | 10               | /                           | /                    |                  |
| 2020年 |                                                                   | |                     |                        |                  |                             |                      |                  |
| Orgine | 像電影一樣                                                        | 5                                                                                                   | 28                  | 17                     | 12               | 12                          | /                    |                  |
| 2024年 |                                                                   | |                     |                        |                  |                             |                      |                  |
| CONNECT | REWIND                                                            | 8                                                                                                   | /                   | 9                      | /                | /                           | /                    |                  |
| \| - 「/」：沒有相關資料 - 「 」：該段時期未有設立排行榜 - 「*」：打榜中 \| - 「(1)」：兩星期冠軍 - 「[1]」：三星期冠軍 - 「{1}」：四星期冠軍 \| - 「(HOT3)」：兩星期HOT3 - 「[HOT3]」：三星期HOT3 - 「TAKE7」：《人氣歌謠》排名候選曲，未能獲得一位 \| |                                                                   | |                     |                        |                  |                             |                      |                  |
| - 「/」：沒有相關資料 - 「 」：該段時期未有設立排行榜 - 「*」：打榜中 | - 「(1)」：兩星期冠軍 - 「[1]」：三星期冠軍 - 「{1}」：四星期冠軍 | - 「(HOT3)」：兩星期HOT3 - 「[HOT3]」：三星期HOT3 - 「TAKE7」：《人氣歌謠》排名候選曲，未能獲得一位 |                     |                        |                  |                             |                      |                  |

| 各台冠軍歌曲統計 | 各台冠軍歌曲統計 | 各台冠軍歌曲統計 | 各台冠軍歌曲統計 | 各台冠軍歌曲統計 | 各台冠軍歌曲統計 |
| Mnet             | KBS              | MBC              | SBS              | SBS MTV          | MBC MUSIC        |
| ---------------- | ---------------- | ---------------- | ---------------- | ---------------- | ---------------- |
| 1                | 4                | 3                | 1                | 1                | 6                |
| 一位總數：16     |                  |                  |                  |                  |                  |